# Пулинцы (Лубенский район)
Пулинцы (укр. Пулинці) — село,
Исковецкий сельский совет,
Лубенский район,
Полтавская область,
Украина.
Код КОАТУУ — 5322882702. Население по переписи 2001 года составляло 307 человек.

## Географическое положение
Село Пулинцы находится на левом берегу реки Слепород,
выше по течению на расстоянии в 2 км расположено село Хорошки (Оржицкий район),
на противоположном берегу — село Исковцы.
Около села большая запруда.
Рядом проходит автомобильная дорога Т-1713.

## Объекты социальной сферы
- Клуб.